# Severo-Vostotchnyi Bank
Severo-Vostotchnyi Bank är en ort i Azerbajdzjan.   Den ligger i distriktet Nefttjala, i den sydöstra delen av landet, 120 km sydväst om huvudstaden Baku. Antalet invånare är 7 075.
Terrängen runt Severo-Vostotchnyi Bank är mycket platt. Närmaste större samhälle är Neftçala, 3,8 km söder om Severo-Vostotchnyi Bank.
Omgivningarna runt Severo-Vostotchnyi Bank är i huvudsak ett öppet busklandskap. Runt Severo-Vostotchnyi Bank är det ganska glesbefolkat, med 47 invånare per kvadratkilometer.